# 刘昌俊
刘昌俊，天津大学化工学院教授，英国皇家化学会会士，中国教育部第六批“长江学者”特聘教授，第十二、十三届全国政协委员。

## 学术兼职
《Energy & Environmental Science》、《Journal of Energy Chemistry》顾问编委，《Applied Catalysis B》、《Journal of CO2 Utilization》、《Chinese Journal of Catalysis》、《燃料化学学报》编委、《Greenhouse Gases: Science & Technology》 顾问；《Catalysis Today》、《Energy & Environmental Science》、《ChemCatChem和Green Chemistry》客座编辑。